# Регулирование частоты в энергосистемах
Регулирование частоты в энергосистеме — процесс поддержания частоты переменного тока в энергосистеме в допустимых пределах. Частота является одним из важнейших показателей качества электрической энергии и важнейшим параметром режима энергосистемы. Частота в энергосистеме определяется балансом вырабатываемой и потребляемой активной мощности. При нарушении баланса мощности частота изменяется. Если частота в энергосистеме снижается, то необходимо увеличить вырабатываемую на электростанциях активную мощность для восстановления нормального значения частоты. В соответствии с ГОСТ 32144-2013 частота должна находиться в пределах 50,0±0,2 Гц не менее 95 % времени суток, не выходя за предельно допустимые 50,0±0,4 Гц.
Утвержденные Электроэнергетическим советом СНГ в 2007г. «Правила и рекомендации по регулированию частоты и перетоков» устанавливают более жесткие нормы и более высокие требования к качеству регулирования частоты и перетоков активной мощности энергосистемами. В частности, должно обеспечиваться удержание текущей частоты в пределах 50±0,05 Гц (нормальный уровень) и в пределах 50±0,2 Гц (допустимый уровень) с восстановлением нормального уровня частоты и заданных суммарных внешних перетоков мощности областей регулирования за время не более 15 минут для согласования отклонений частоты с планируемыми запасами пропускной способности транзитных сетей единой энергосистемы (ЕЭС) в нормальных условиях. Таким образом, требования к регулированию частоты в первой синхронной зоне в настоящее время соответствуют стандартам UCTE.

## Виды регулирования частоты в ЕЭС России
Выделяют три взаимосвязанных вида регулирования частоты:
- первичное регулирование частоты, которое, в свою очередь, подразделяется на:
  - общее первичное регулирование частоты
  - нормированное первичное регулирование частоты
- вторичное регулирование частоты
- третичное регулирование частоты.

В целом за регулирование частоты в ЕЭС России отвечает Системный Оператор ЕЭС (СО ЕЭС).

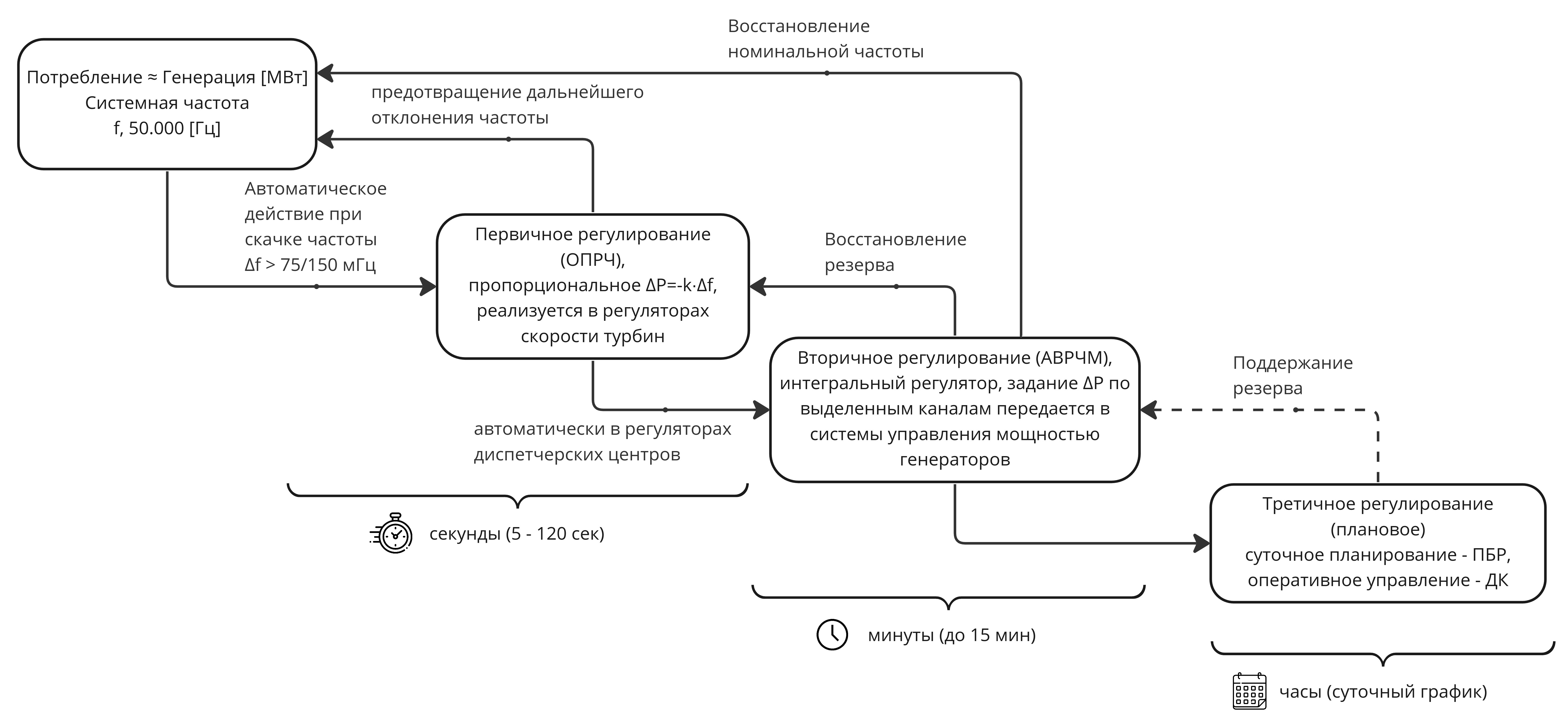
Виды регулирования частоты в ЕЭС России

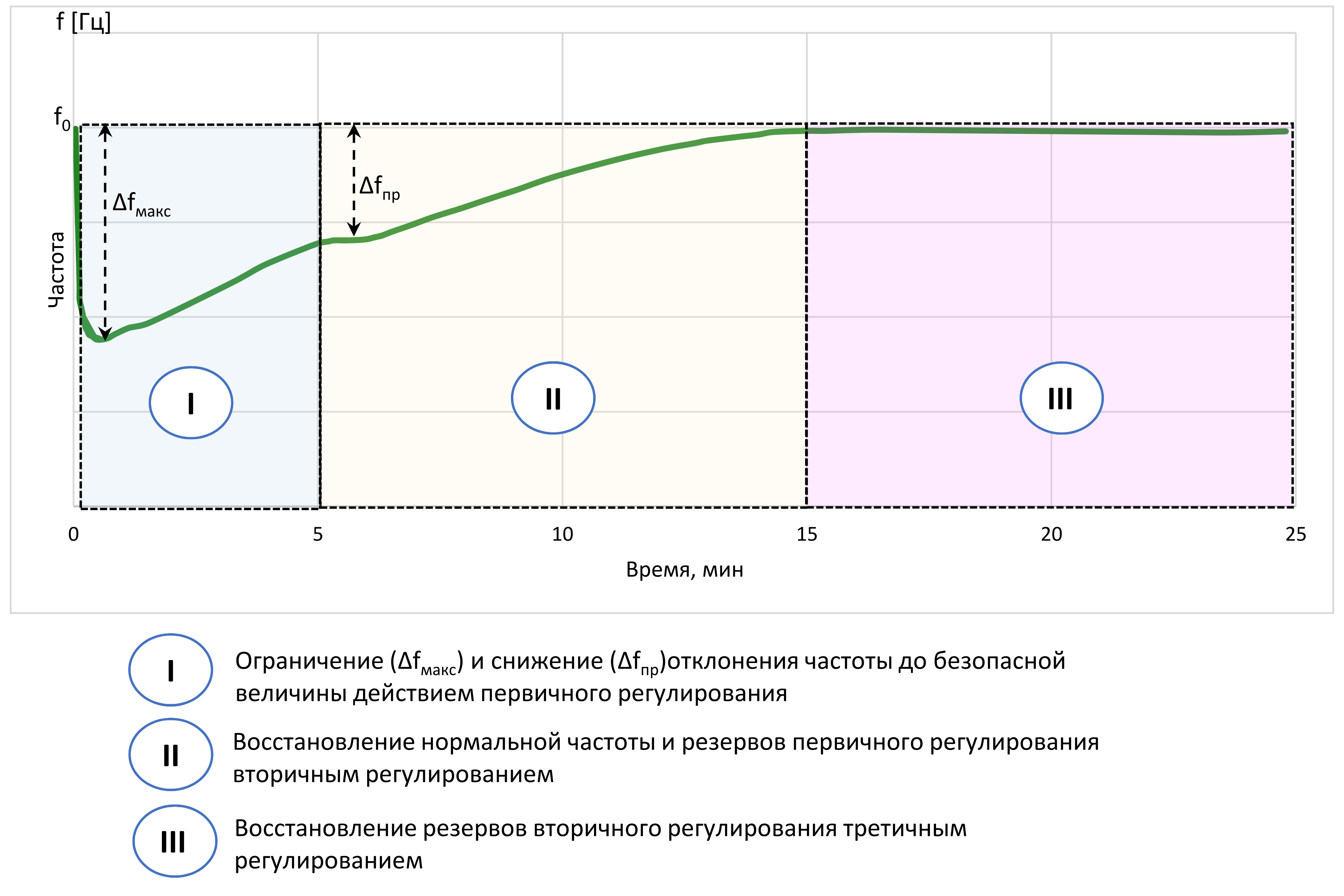
Иллюстрация регулирования частоты в энергосистеме

Системный оператор допускает участие энергоблоков и электростанций одновременно во всех видах регулирования при условии выполнения требований по каждому виду регулирования независимо от одновременности участия в других видах регулирования .
Мощность различных электроприёмников по-разному зависит от частоты. Если мощность, потребляемая активной нагрузкой (лампы накаливания и т. д.), от частоты практически не зависит, то мощность реактивной нагрузки существенно зависит от частоты. В целом мощность комплексной нагрузки в энергосистеме уменьшается при снижении частоты, что облегчает задачу регулирования.
Нормированное первичное регулирование частоты и автоматическое вторичное регулирование частоты и перетоков мощности являются разновидностями услуг по обеспечению системной надежности на рынке системных услуг в электроэнергетике.

## Первичное регулирование частоты
Первичное регулирование частоты осуществляется автоматическими регуляторами частоты вращения (АРЧВ) турбин (в некоторых источниках используется термин «автоматический регулятор скорости» (АРС)). При изменении частоты вращения турбины такие регуляторы осуществляют воздействие на регулирующие органы турбины (регулирующие клапаны у паровой турбины или направляющий аппарат у гидротурбины), изменяя подачу энергоносителя. При повышении частоты вращения регулятор уменьшает впуск энергоносителя в турбину, а при снижении частоты — увеличивает.
Назначение первичного регулирования заключается в удержании частоты в допустимых пределах при нарушении баланса активной мощности. При этом частота до номинального значения не восстанавливается, что обусловлено статизмом регуляторов.
Первичное регулирование осуществляется по пропорциональному закону в соответствии с формулой:
{\displaystyle P_{\text{п}}={\frac {-100}{S\%}}\cdot {\frac {P_{\text{ном}}}{f_{\text{ном}}}}\cdot K_{\text{д}}\cdot \Delta f_{\text{р}}}где {\displaystyle P_{\text{п}}}- требуемая первичная мощность, МВт
{\displaystyle P_{\text{ном}}}- номинальная мощность генерирующего оборудования, МВт
{\displaystyle f_{\text{ном}}=50{\text{Гц}}}- номинальная частота в ЕЭС
{\displaystyle \Delta f_{\text{р}}}- величина отклонения частоты, превышающая зону нечувствительности (величина отклонения частоты от ближайшей границы «мертвой полосы»), Гц
{\displaystyle \Delta f_{\text{р}}=0} при отклонениях частоты, не превышающих зону нечувствительности ( при нахождении частоты в пределах « мертвой полосы» первичного регулирования); в остальных случаях {\displaystyle \Delta f_{\text{р}}>0} при повышении частоты  и {\displaystyle \Delta f_{\text{р}}<0} при понижении частоты.
{\displaystyle S={\frac {\Delta f_{\text{р}}/f_{\text{ном}}}{P_{\text{п}}/P_{\text{ном}}}}\times 100} - статизм первичного регулирования генерирующего оборудования, %
{\displaystyle K_{\text{д}}}- коэффициент, учитывающий динамику выдачи первичной мощности, нормированную требованиями для разного типа генерирующего оборудования 

### Общее первичное регулирование частоты (ОПРЧ)
ОПРЧ должно осуществляться всеми электростанциями в меру имеющихся возможностей. В настоящее время в России некоторые генераторы ТЭЦ, работающие по теплофикационному режиму, в ОПРЧ не участвуют. На АЭС ОПРЧ реализовано на втором блоке Ростовской АЭС, готовится реализация ОПРЧ на четвертом блоке Калининской АЭС. 
Для оценки готовности генерирующего оборудования к ОПРЧ проводятся специальные испытания, а для подтверждения готовности к ОПРЧ осуществляются непрерывный мониторинг и контроль участия генерирующего оборудования в ОПРЧ.

### Нормированное первичное регулирование частоты (НПРЧ)
Нормированное первичное регулирование частоты (НПРЧ) — организованная часть первичного регулирования, осуществляемая выбранными для этих целей электростанциями, на которых размещены первичные резервы, подтвердившими свою готовность к участию в НПРЧ процедурой добровольной сертификации и прошедшими ценовой отбор в рамках рынка системных услуг. Нормированное первичное регулирование регламентируется группой стандартов СО ЕЭС.

## Вторичное регулирование частоты (АВРЧМ)
Вторичное регулирование частоты — процесс восстановления планового баланса мощности путём использования вторичной регулирующей мощности для компенсации возникшего небаланса, ликвидации перегрузки транзитных связей, восстановления частоты и использованных при первичном регулировании резервов первичной регулирующей мощности. Вторичное регулирование осуществляется автоматически под воздействием центрального регулятора.
Вторичное регулирование начинается после действия первичного и предназначено для восстановления номинальной частоты и плановых перетоков мощности между энергосистемами в энергообъединении.
В основном во вторичном регулировании участвуют гидроэлектростанции (ГЭС) в связи с их маневренностью. Все крупные ГЭС России подключены к системе АВРЧМ для участия во вторичном регулировании и получают в режиме реального времени (характерный цикл информационного обмена - 1 сек) задание вторичной мощности, которое через групповой регулятор активной мощности (ГРАМ) поступает непосредственно на исполнение системами управления гидроагрегатами.
В период паводка для наиболее экономичного срабатывания паводковой воды в гидротурбинах к АВРЧМ привлекаются и электростанции других типов (ТЭС, ПГУ). Участие ТЭС, ПГУ в АВРЧМ осуществляется в рамках работы рынка системных услуг.

## Третичное регулирование частоты
Третичное регулирование используется для восстановления резервов первичного и вторичного регулирования и для оказания взаимопомощи энергосистемам при неспособности отдельных энергосистем в составе ОЭС самостоятельно обеспечить вторичное регулирование.

## Мониторинг участия электростанций и отдельных энергообъектов в регулировании частоты
В связи с тем, что участие в ОПРЧ является обязательным для всех электростанций, а другие виды регулирования частоты являются оплачиваемой услугой, необходимо осуществлять мониторинг участия электростанций в регулировании.

### Мониторинг ОПРЧ
В СО ЕЭС контролируется участие генерирующего оборудования в ОПРЧ. Для этого на объектах генерации создаются системы, позволяющие автоматически собирать данные для анализа участия в первичном регулировании, отправлять их в СО ЕЭС. Также существуют системы, способные производить автоматический анализ участия генерирующего оборудования в первичном регулировании непосредственно на объекте 
Анализ участия в ОПРЧ производится в соответствии с методикой СО ЕЭС. В СО ЕЭС ведутся работы по автоматизации анализа участия генерирующего оборудования в ОПРЧ, для чего были разработаны формализованные критерии участия генерирующего оборудования в ОПРЧ.

### Мониторинг НПРЧ
Для мониторинга НПРЧ в СО ЕЭС существуют специальные системы, позволяющие контролировать корректность участия генерирующего оборудования в НПРЧ в автоматическом режиме. Для предоставления данных для этих систем на объектах генерации собираются измерения частоты и мощности, а также дополнительные параметры в соответствии с требованиями и отправляются в СО ЕЭС. 
Контроль участия генерирующего оборудования в НПРЧ осуществляется в соответствии со следующими математически формализованными критериями: 
1. Непредоставление информации  
2. Несоответствие шага по времени передаваемых параметров требуемому  
3. Непредоставление диапазона первичного регулирования  
4. Несоответствие дискретности регистрации измерений требуемой  
5. Неавтоматический режим САУМ  
6. Недостаточная точность поддержания мощности  
7. Несоответствие величины мертвой полосы/статизма первичного регулирования требуемой  
8. Отсутствие адекватной/должной реакции при изменении частоты  
9. Наличие колебательного процесса 
Существуют системы для аналогичного анализа участия генерирующего оборудования в НПРЧ непосредственно на объекте. 

### Мониторинг АВРЧМ
Для мониторинга АВРЧМ в СО ЕЭС собираются посекундные данные с объектов генерации по выделенным цифровым каналам. В СО ЕЭС эти данные анализируются и делается вывод о корректном или некорректном участии в АВРЧМ.